# Žalm 3
Žalm 3 („Hospodine, jak mnoho je těch, kteří mě souží“) je biblický žalm. Žalm je nadepsán těmito slovy: „Žalm Davidův, když prchal před svým synem Abšalómem.“ Talmud vysvětluje, že tam, kde hebrejský text žalmu začíná frází „žalm Davidův“ (מִזְמוֹר לְדָוִד, mizmor le-David), znamená, že takový žalm složil David jako prostředek k dosažení stavu osvícení, jenž je v judaismu znám jako ruach ha-kodeš (viz Duch svatý). O podrobnostech Abšalómova povstání proti Davidovi a o Davidově útěku z Jeruzaléma je možné se dočíst ve Druhé knize Samuelově.

## Charakteristika
Jedná se o žalozpěv jedince, který je ve velkém nebezpečí ze strany nepřátel, ale ví, že Bůh mu je bezpečnou pomocí, která neselže. V hebrejském textu žalmu se 3x vyskytuje slovo sela (סֶלָה), které se obvykle nepřekládá, ale pouze foneticky přepisuje. Existují různá vysvětlení, co tento výraz znamená. Většina komentátorů se shoduje, že se jedná o pokyn týkající se přednesu, a to od přestávky pro hudební vložku či mezihru, přes výzvu k pozvednutí hlasu nebo očí či naopak sklonění při modlitbě, až po výzvu, aby do přednesu vpadl sbor např. s opakováním či nějakou doxologií.

## Užití
Spis Šimuš Tehilim („Užití Žalmů“), jehož autorem je zřejmě židovský učenec Chaj Ga'on (939–1038), uvádí, že recitace 3. žalmu je prospěšná těm, které sužuje bolest rukou a hlavy.